# Lysgårdsbakkene
Lysgårdsbakken, uradno znan kot Lysgårdsbakkene Ski Jumping Arena (norveško Lysgårdsbakkene hoppanlegg), je smučarska skakalnica v Lillehammerju na Norveškem. Sestavljena je iz velike skakalnice s točko K 123 in velikostjo  138 ter majhne s točko K 90 in velikostjo 100. Odprli so jo leta 1993 za zimske olimpijske igre 1994, kjer je gostila tekmi smučarskih skokov in nordijske kombinacije ter otvoritveno in zaključno slovesnost. Po olimpijskih igrah je bilo lastništvo preneseno na občinski Lillehammer Olympiapark in od takrat se je uporabljala za več turnirjev svetovnega pokala FIS v smučarskih skokih in svetovnega pokala FIS v nordijski kombinaciji, vključno z organizacijo nordijskega turnirja. Ima kapaciteto za 35.000 gledalcev in je ena od treh nacionalnih skakalnic na Norveškem. Leta 2007 je bila velika skakalnica prezidana v večji profil in je dobila novo plastično oblogo. Na prizorišču se letno izvede 80.000 skokov pozimi in 20.000 poleti.

## Gradnja
Načrti, ki so bili odobreni, ko so Lillehammerju podelili zimske olimpijske igre leta 1994, so vključevali uporabo obstoječega Balbergbakkena v Fåbergu, severno od Lillehammerja. Vendar pa so načrtovalci oddajanja prizorišče zavrnili in namesto tega so se odločili, da bodo v Lysgårdu zgradili povsem novo prizorišče. Financiranje prizorišča je bilo zagotovljeno z donacijo, ki jo je izdal norveški parlament 1. avgusta 1990. Arhitekti so bili Økaw Arkitekter, Martin M. Bakken pa je bil glavni izvajalec. Gradnja se je začela že v začetku leta 1990, dokončana pa je bila decembra 1992. Sedežna površina je bila izdelana iz montažnih betonskih elementov s kovinskimi palicami. Začasne stavbe in objekti za otvoritvene slovesnosti so bili postavljeni decembra 1993 in po olimpijskih igrah odstranjeni. To je vključevalo 70 komentatorskih boksov, medijski center in pisarne za tehnično osebje. Prvotna konstrukcija je vključevala plastiko na zaletišču in porcelanaste steze na manjši skakalnici, kar je omogočalo skoke poleti. Prizorišče je bilo postavljeno globoko v teren, da so bili skakalci zaščiteni pred vetrom in hkrati zmanjšan vpliv prizorišča na okolico. Nacionalno združenje norveških arhitektov je objektu leta 1993 podelilo nagrado Betongtavlen. Leta 2007 je bila velika skakalnica prenovljena. Profil je bil razširjen, kar je povečalo K-točko s 120 na 123. Poleg tega je bila položena plastika, ki je omogočila uporabo obeh skakalnic poleti.

## Objekti
Arena ima kapaciteto za 35.000 gledalcev, od tega 7500 sedečih. Poleg tega lahko do 25.000 ljudi spremlja dogodke iz brezplačnih prostorov okoli prizorišča. Pomožni objekti vključujejo štartno hišo, sodniški stolp, ki vključuje pisarniške prostore za organizatorje in sodnike, medijsko stavbo in tehnično sobo pod tribunami ter sobo za prvo pomoč in sanitarije. Vsebuje tudi napravo za proizvodnjo snega pod visokim pritiskom z odvodnimi odprtinami vzdolž pristopa in izhoda. Prevoz do stolpa velike skakalnice je dostopen s sedežnico. V času olimpijskih iger je prevoz do prizorišč potekal večinoma z železnico. Gledalci so izstopili na postaji Lillehammer na liniji Dovre in nato hodili do stadiona.
Mala skakalnica ima K-točko 90 in velikost 100. Ima 36-stopinjski naklon za izhod in 11-stopinjski naklon za pristop. Višinska razlika je 112 metrov, pristop pa je dolg 82 metrov. Pred letom 2007 je imela velika skakalnica K-točko 123, 27,5-stopinjski naklon za nalet in 11,5-stopinjski naklon za pristop. Višinska razlika je bila 137 metrov, medtem ko je pristop dolg 96,6 metrov. Po letu 2007 se je velikost  povečala na 138, točka K pa na 123.

## Uporaba
Tudi po olimpijskih igrah je objekt pogosto uporabljen. Tam redno potekajo tekmovanja svetovnega in celinskega pokala. Od leta 2004 do 2010 je tukaj vsako leto potekal nordijski turnir.
V zimah 2005/06, 2006/07 in 2009/10 se je svetovni pokal dvakrat ustavil v Lysgårdsbakkenu, ker so morali tekmovanja, načrtovana za Trondheim, zaradi vremena prestaviti sem. 23. novembra 2012 je na normalki potekala prva mešana ekipna tekma v zgodovini svetovnega pokala v smučarskih skokih. Končalo se je z domačo zmago norveške ekipe Maren Lundby, Toma Hilde, Anette Sagen in Andersa Bardala pred Japonsko in Italijo.<ref>„Heimsieg für Norwegen bei Mixed-Team-Premiere“ bei www.berkutschi.com, abgerufen am 25. November 2012.</ref Od sezone svetovnega pokala 2016/17 je bila velika skakalnica prizorišče Raw Air, niza tekmovanj na več skakalnicah na Norveškem.
Skakalnica je priljubljena tudi kot trening skakalnica, saj so tukaj možni skoki na snegu že od novembra, pozimi pa je dolgo pripravljena, tako da je možen tudi vmesni trening.